# Amdek
Amdek Corporation fue un fabricante de sistemas y periféricos informáticos estadounidense activo desde 1981 hasta mediados de la década de 1990. La compañía era reconocida por sus monitores de computadora independientes compatibles con una amplia gama de sistemas desde la era de las primeras microcomputadoras hasta la era de las computadoras personales. Según PC World en 1994, «Amdek fue una vez el nombre en los monitores de PC. Lo más probable es que los monitores monocromáticos que la mayoría de nosotros usábamos alguna vez llevaran la etiqueta de Amdek». A principios de la década de 1980, la compañía era propiedad mayoritaria de la subsidiaria taiwanesa de Roland Corporation; fue adquirida por Wyse Technology, un fabricante de terminales de computadora, que continuó con la marca Amdek al menos hasta 1995.

## Historia
Amdek fue fundada en 1977 por Go Sugiura (nacido en 1936 en Osaka, Japón) y Ted McCracken. Antes de comenzar Amdek, Sugiura se graduó de la universidad con una Licenciatura en Economía en la década de 1950 después de mudarse a los Estados Unidos (donde aprendió inglés); trabajó como importador de productos electrónicos de consumo en Caracas, Venezuela (donde aprendió español), en 1960; comenzó su propio negocio importando acero de Japón en Venezuela más tarde en la década de 1960; y trabajó como representante de ventas en los Estados Unidos para Sakata, un fabricante japonés de semiconductores, a principios de la década de 1970. En Sakata, negoció con los ejecutivos de la compañía para que se le permitiera usar la marca Sakata para su propia empresa comercial independiente, Sakata International, dirigida por él mismo. Sakata estuvo de acuerdo, pero casi tan pronto como Sakata International comenzó, se fusionó nuevamente con su matriz homónima, porque la demanda de productos Sakata en los Estados Unidos era demasiado alta para que Sugiura pagara por adelantado con su capital asignado. Todavía poseyendo la necesidad de tener su propia empresa, como trabajo adicional, Sugiura incorporó a Leedex como importador de componentes de radio para automóviles. Un fabricante en Ohio establecido anteriormente con el nombre de Leedex amenazó con demandar a Sugiura por infringir en una marca registrada, lo que lo llevó a cambiar el nombre de su empresa a Amdek. Según Ikutaro Kakehashi en 2002, el fundador del fabricante de instrumentos japonés Roland Corporation, que más tarde superaría a Amdek durante un tiempo, el nombre significaba Analog, Music, Digital, Electronics, and Kits. Sin embargo, Sugiura explicó en 1984 que el nombre fue elegido como una combinación aleatoria de sílabas.
Con el auge de las microcomputadoras a fines de la década de 1970, Sugiura quería ingresar a la industria, pero carecía de la experiencia personal con las computadoras y el conocimiento de la ingeniería eléctrica. Se puso en contacto con Ted McCracken, un amigo y profesor de informática de la Universidad de Misuri que había conocido a Sugiura en una ejecución hipotecaria de otra empresa de electrónica, para quien Sugiura era acreedor de la empresa y McCracken era un actuario en el banco que manejaba los procedimientos de liquidación. McCracken fue el primer distribuidor de computadoras en el estado de Misuri en importar microcomputadoras Apple II. Cuando los dos comenzaron a hablar sobre computadoras durante el año, Sugiura se dio cuenta de la falta de monitores de repuesto para estas primeras microcomputadoras. En 1977 o 1978, Sugiura viajó a Taiwán y encontró un modelo de terminal de computadora con un tubo de rayos catódicos monocromático que le gustó; mientras tanto, McCracken observó a un ejecutivo de Apple Computer demostrar el Apple II en una exhibición de computadoras. Los dos discutieron sus hallazgos, y McCracken sugirió que Sugiura reutilice la terminal como un monitor monocromático compuesto para Apple II, que se mostraría en una futura exhibición de computadoras. En una exhibición de computadoras en el verano de 1978 en Texas, Sugiura gastó $375 en la mitad de un puesto compartido por otra persona. A pesar de tener solo una unidad de muestra en exhibición al final de su mitad de la mesa del stand, el monitor Amdek atrajo un gran interés por parte de los asistentes. Posteriormente, en 1978, Sugiura encargó 500 unidades al proveedor de la terminal de datos, unidades que comprendían carcasas de la terminal, incluido el tubo, pero sin los circuitos de la terminal de datos, y las vendió por 129 dólares, 50 dólares menos que el único otro monitor de computadora del mercado secundario disponible. En 1981, la empresa vendía entre 2000 y 3000 monitores monocromáticos al mes.
En 1981, Amdek lanzó su primer monitor de computadora a color, basado en un chasis fabricado por Hitachi y una placa de circuito adaptador diseñada por McCracken que permitía su uso con Apple II. Aunque a $ 1000 era considerablemente más caro que las otras ofertas de la compañía, demostró ser inmensamente popular entre los compradores de IBM PC, ya que durante el primer año y medio de existencia de la PC, IBM no proporcionó la opción de monitor a color. Amdek vendió más de 600 000 unidades del monitor a color en 1984.
A principios de la década de 1980, la subsidiaria taiwanesa de Roland Corporation adquirió una participación mayoritaria en Amdek y comenzó a vender kits de pedales de guitarra con el nombre de Amdek. Mientras tanto, la compañía se expandió a plóters y parlantes de computadora, además de continuar con su negocio de monitores de computadora. En un momento a principios de la década de 1980, según Kakehashi, Amdek era tan popular en su negocio de monitores que el nombre se convirtió en un nombre genérico para cualquier monitor de computadora del mercado de accesorios entre el público comprador de computadoras. En 1983, Roland renunció a su participación en Amdek y la empresa volvió a ser independiente. Ese año, la compañía registró $50 millones en ventas y 65 empleados, con sede en Elk Grove, Illinois y sucursales en Dallas, Texas y Costa Mesa, California. A pesar de seguir siendo líder en el mercado de monitores hasta mediados de la década de 1980 (en 1986 suministró la mitad de todos los monitores monocromáticos del mercado), en 1985 la empresa registró pérdidas significativas, que Sugiura atribuyó en parte a incursiones fallidas en otros periféricos informáticos. Comenzaron a circular rumores de que Micro-Term, un fabricante de terminales con sede en Fenton, Misuri, y una empresa japonesa de productos electrónicos no identificada iban a adquirir Amdek, aunque la empresa desmintió tales rumores a la prensa.
En enero de 1986, Wyse Technology, un fabricante de terminales de San José, California, acordó adquirir Amdek Corporation por $7 200 000 en un intercambio de acciones. Los términos de adquisición fueron posteriormente revaluados a $8 500 000 en acciones. En 1987, H. L. «Sparky» Sparks, antes de IBM donde ayudó a establecer las primeras redes de distribuidores para la IBM PC, fue nombrado presidente de la división Amdek de Wyse. Bajo sus auspicios, llevó a Amdek a lanzar sus primeros sistemas informáticos: una serie de IBM PC compatibles basados en los procesadores 8088, 80286 y 80386. En 1988, Sparks renunció, citando diferencias con la alta dirección de Wyse. Michael P. Richman fue nombrado como su reemplazo.
Entre entonces y mediados de la década de 1990, la división permaneció en gran parte inactiva, y PC World señaló en 1994 que «los pocos productos nuevos que ha introducido han estado fuera de sintonía con el resto del mercado de monitores». En 1994, Wyse recuperó el nombre de Amdek con varios modelos nuevos lanzados ese año: un modelo monocromático y tres monitores a color «totalmente actualizados», todos compatibles con el estándar de eficiencia Energy Star de la EPA. Wyse continuó vendiendo monitores Amdek hasta al menos 1995.

## Citas
1. ↑  Miller, 1994, p. 60.
2. ↑  Levering, Katz y Moskowitz, 1984, pp. 306–308.
3. 1 2  Levering, Katz y Moskowitz, 1984, pp. 308–309.
4. ↑  Levering, Katz y Moskowitz, 1984, p. 309.
5. 1 2  Kakehashi y Olsen, 2002, p. 109.
6. ↑  Levering, Katz y Moskowitz, 1984, p. 308.
7. 1 2  Levering, Katz y Moskowitz, 1984, p. 310.
8. ↑  Levering, Katz y Moskowitz, 1984, pp. 310–311.
9. ↑  Levering, Katz y Moskowitz, 1984, p. 311.
10. ↑  Kakehashi y Olsen, 2002, p. 110.
11. ↑  Levering, Katz y Moskowitz, 1984, p. 306, 311.
12. ↑  Staff writer, 1985, p. B1.
13. ↑  Staff writer, 1986, p. 1.
14. ↑  Gupta, 1986, p. 1.
15. ↑  Staff writer, 1987, p. D2.
16. ↑  Moran, 1987, p. 6.
17. ↑  Staff writer, 1988, p. 1.
18. 1 2  Miller, 1994, p. 80.
19. ↑  Shatz-Akin, 1995, p. 74.